# Alpha Chi
Alpha Chi (ΑΧ) és una societat d'honor d'un college dels Estats Units d'Amèrica que concedeix una beca a estudiants universitaris en general. Va ser format el 1922 per dinou escoles de l'estat de Texas. Des d'aleshores s'ha expandit fins a més de 300 branques als Estats Units. És una societat oberta que convida als universitaris junior, senior, i als estudiants de postgrau que es troben en el 10% superior de la seva classe.

## Història
El 1915, el president de la Southwestern University, Charles M. Bishop, va crear una societat d'honor per animar i promoure estudiants universitaris superiors. La facultat de Southwestern va agrupar a quatre colleges i universitats de Texas per crear una societat d'honor intercol·legial. El 22 de febrer de 1922, es van formar la Scholarship Societies of Texas (Societat de Beques de Texas). Un any més tard, representants de tretze escoles es van reunir al campus de la Universitat de Texas a Austin, i sis escoles van enviar els vots per establir la primera constitució de l'organització. Aquestes dinou escoles van establir les seves pròpies branques de l'organització, inclosa la Nolle Scholarship Society, al Southwest Texas State Normal College, ara coneguda com a Texas State University-San Marcos.
Entre 1926 i 1927, la societat d'honor es va expandir a les escoles d'Arkansas i Louisiana, donant com a resultat el canvi de nom a Scholarship Societies of the South (Societats de beques del Sud). Dean Alfred H. Nolle, després del nomenament del capítol del sud-oest de Texas, es va convertir en president de l'organització recentment nomenada; més tard, Nolle va exercir el càrrec de secretari-tresorer durant gairebé cinquanta anys.
Amb plans per a una major expansió, el 1934 l'organització va votar a canviar el seu nom de nou, aquesta vegada a «Alpha Chi». El nom va ser triat de tal manera que les seves inicials AX vindrien de les paraules gregues ἀλήθεια (veritat) i χαρακτήρ (caràcter).
A la Convenció Nacional de 2007 es va crear una categoria d'afiliació per a estudiants de postgrau que els permetés unir-se a la societat, juntament amb els estudiants juniors i seniors. La seva actual seu es troba a Searcy, Arkansas.

## Afiliació
La societat d'honor Alpha Chi Honor està oberta als estudiants universitaris junior i sènior, i als estudiants de postgrau que es troben en el 10% superior de la seva classe. Les invitacions per unir-se a l'organització s'emeten directament a estudiants elegibles per part dels patrocinadors de les facultats de les organitzacions actives d'Alfa Chi. La societat introdueix uns 12.000 nous membres cada any a través de les seves 403 branques.

## Beques
La seu nacional d'Alpha Chi patrocina vint-i-sis beques per a estudiants i membres actius, per un total de 60.000 US$ cada any.
Els estudiants de tercer cicle poden rebre la Beca Gaston / Nolle per ajudar a finançar el seu any superior de la universitat. Els membres que assisteixen al seu primer any universitari poden competir per a la Beca Sledge / Benedict. Altres membres actius que actualment siguin, o seran, un estudiant de postgrau poden obtenir la Beca Pryor.
La seu regional i les branques universitaris d'Alpha Chi també poden oferir les seves pròpies beques.